# Compuesto de seis cubos
Un compuesto de seis cubos tiene dos posibles formas:
- La primera es una disposición simétrica de seis cubos, considerados como prismas cuadrados. Es un caso especial del compuesto de seis cubos con libertad de rotación.

- La segunda forma no está relacionada con un compuesto de seis cubos con libertad de rotación.[1]